# Wydawnictwo „Nasza Księgarnia”
Nasza Księgarnia – wydawca działający pod kilkoma nazwami (zależnie od okresu): Wydawnictwo „Nasza Księgarnia”, Państwowe Wydawnictwo Literatury Dziecięcej „Nasza Księgarnia”, Instytut Wydawniczy „Nasza Księgarnia”.
Najstarsze i największe w Polsce wydawnictwo literatury dla dzieci i młodzieży. Założone przez Związek Nauczycielstwa Polskiego w 1921,  wydało kilka tysięcy książek dla młodego czytelnika, we wszystkich przedziałach wiekowych.
Do autorów najdłużej i najściślej związanych z Wydawnictwem należą: Alina Centkiewicz, Czesław Centkiewicz, Hanna Ożogowska, Czesław Janczarski, Janina Broniewska, Jan Brzechwa, Adam Bahdaj, Helena Bechlerowa, Irena Jurgielewiczowa, Edmund Niziurski, Janusz Domagalik, Ewa Szelburg-Zarembina, Hanna Januszewska, Irena Tuwim, Anna Kamieńska, Ludwik Jerzy Kern, Wanda Chotomska, Ewa Nowacka, Marta Tomaszewska.
Z wydawnictwem współpracowali ilustratorzy, m.in.: Bohdan Bocianowski, Barbara Dutkowska, Michał Bylina, Bohdan Butenko, Hanna Czajkowska, Józef Czerwiński, Zofia Fijałkowska, Janusz Grabiański, Maria Hiszpańska-Neumann, Andrzej Jurkiewicz, Aleksander Kobzdej, Kazimierz Mikulski, Katarzyna Latałło, Zbigniew Lengren, Adam Marczyński, Bożena Truchanowska, Daniel Mróz, Maria Orłowska-Gabryś, Jan Marcin Szancer, Olga Siemaszko, Jerzy Srokowski, Andrzej Strumiłło, Konstanty Maria Sopoćko, Stanisław Töpfer, Antoni Uniechowski, Zdzisław Witwicki, Ignacy Witz, Stanisław Zagórski.

## Historia
„Nasza Księgarnia”, jedna z najstarszych oficyn wydawniczych w Polsce, powstała w 1921 roku jako spółka akcyjna. Jej statut zatwierdzony został w czerwcu 1921 r. przez ówczesnego Ministra Przemysłu i Handlu oraz Ministra Skarbu. Działalność edytorską spółka rozpoczęła w sierpniu 1921 roku.
W okresie międzywojennym przewagę w produkcji wydawniczej stanowiły książki metodyczne dla nauczycieli oraz podręczniki szkolne. Książki dla dzieci, choć ich udział ilościowy w ogólnej produkcji był znacznie mniejszy, odznaczały się niską ceną i bogatą, jak na owe czasy, szatą graficzną. Do września 1939 r. nakładem NK ukazały się ogółem 454 tytuły.
W latach 1939–1945, w czasie II wojny światowej, „Nasza Księgarnia” nie przerwała swej działalności wydawniczej, zmieniła tylko jej formy, przystosowując je do warunków pracy konspiracyjnej.
Po wojnie, 10 czerwca 1945 r., Wydawnictwo zostało przekształcone w spółdzielnię pod nazwą Instytut Wydawniczy „Nasza Księgarnia”. Wydawnictwo rozwijało się dynamicznie – z roku na rok zwiększała się kilkakrotnie liczba wydanych tytułów, powstała szeroka sieć własnych placówek księgarskich w całej Polsce, powstały również własne drukarnie w Warszawie, Piotrkowie Trybunalskim i Radomsku.
1 stycznia 1954 r. Instytut Wydawniczy „Nasza Księgarnia” został przekształcony ze spółdzielni na przedsiębiorstwo państwowe. Początkowo nazwa firmy brzmiała Państwowe Wydawnictwo Literatury Dziecięcej „Nasza Księgarnia”. W lutym 1960 r. decyzją Ministerstwa Kultury i Sztuki nazwa została zmieniona na Instytut Wydawniczy „Nasza Księgarnia”.
Kolejny etap w dziejach „Naszej Księgarni” to lata 1990–1992, kiedy na fali przemian ustrojowych i ekonomicznych doszło do likwidacji przedsiębiorstwa państwowego i jego przekształcenia w spółkę z ograniczoną odpowiedzialnością. We wrześniu 1991 r. załoga Wydawnictwa w referendum podjęła decyzję o prywatyzacji. Spółka rozpoczęła działalność gospodarczą w grudniu 1992 r. pod nową nazwą Wydawnictwo „Nasza Księgarnia”.

## Współczesność
Dużą rolę w kształtowaniu planów wydawniczych odgrywają przekłady. „Nasza Księgarnia” utrzymuje szerokie kontakty z wydawnictwami zagranicznymi praktycznie w całej Europie, a także w USA i Kanadzie. NK posiada wyłączne prawa do publikacji w języku polskim takich bestsellerów światowych, jak książki Astrid Lindgren, 9-tomowy cykl o Muminkach Tove Jansson, „Kubuś Puchatek” i „Chatka Puchatka” A.A. Milne’a z oryginalnymi ilustracjami Ernesta Sheparda, cykl o Mikołajku Sempé i Goscinnego.
Nawiązując do tradycji, wydawnictwo podjęło działalność w dziedzinie książek edukacyjnych, przeznaczonych dla przedszkoli i młodszych klas szkoły podstawowej. Publikuje „Zeszyt pięciolatka”, „Zeszyt sześciolatka”, „Elementarz pięciolatka” i „Elementarz sześciolatka” oraz książeczki pomocnicze dla uczniów klas I–III, jak: „Moje pierwsze litery”, „Ortografek w pierwszej klasie” czy „Zeszyty lektur” dla klas I–IV.
W ofercie Wydawnictwa znajdują się także publikacje skierowane do dorosłego czytelnika, sygnowane znakiem WNK.

## Gry planszowe
Od 2016 roku wydawnictwo wydaje również gry planszowe skierowane do młodszych i starszych graczy.

### Lista wydanych gier planszowych
- Gra roku (2023), autor: Reiner Knizia, ilustracje: Małgorzata Wójcicka[4][5]
- Syndykat zbrodni (2022), autor: Paolo Mori, ilustracje: Mariusz Gandzel (w oryginale jako ang. Blitzkrieg!: World War Two in 20 Minutes, 2021)[6][7]
- Gra na czas (2022), autor: Gene Mackles, ilustracje: Małgorzata Wójcicka (w oryginale jako ang. Splurt!, 2018)[8][9]
- Draftozaur (2020), autor: Antoine Bauza, Corentin Lebrat, Ludovic Maublanc, Théo Rivière, ilustracje: Roman Kucharski (fr. Draftosaurus, 2019)[10][11] - Gra Roku dla Dzieci 2021[12]
  - Draftozaur: Plezjozaury (2022), autor: Antoine Bauza, Corentin Lebrat, Ludovic Maublanc, Théo Rivière, ilustracje: Roman Kucharski (fr. Draftosaurus: Marina, 2020)[13][14]
  - Draftozaur: Pterodaktyle (2022), autor: Antoine Bauza, Corentin Lebrat, Ludovic Maublanc, Théo Rivière, ilustracje: Roman Kucharski (fr. Draftosaurus: Aerial Show, 2020)[13][15]
- Wyprawa do El Dorado (2019), autor: Reiner Knizia, ilustracje: Vincent Dutrait (ang. The Quest for El Dorado, 2017)[16][17] - Gra Roku dla Całej Rodziny 2020[18]
  - Wyprawa do El Dorado: Mokradła i Smoki (2023), autor: Reiner Knizia, ilustracje: Vincent Dutrait[19][20] (wspólne wydanie dwóch dodatków: ang. The Quest for El Dorado: Dangers & Muisca[21], 2022 oraz ang. The Quest for El Dorado: Dragons, Treasures & Mysteries[22], 2023)